# جمعية الصحفيات
تعتبر جمعية الصحفيات عبارة عن مؤسسة مهنية لدعم النساء العاملات في مجال الصحافة والفتيات اللائي تتطلعن للعمل بالمجال.
وتأسست أول جمعية للصحفيات في عام 1988 في دالاس فورت وورث، تكساس.
ثم تأسست جمعية للصحفيات في شيكاغو chapter was بعد ذلك في عام 1993 واتخذت شكل المجموعة التي تأسست في دالاس فورت وورث. وأقيم أول الاجتماعات في جامعة نورث ويسترن في كلية ميديل للصحافة.